# Batrachyla fitzroya
Batrachyla fitzroya là một loài ếch trong họ Leptodactylidae. Chúng là loài đặc hữu của Argentina.
Các môi trường sống tự nhiên của chúng là rừng cận Nam cực, đầm nước, và đầm nước ngọt.